# Insensatez
Insensatez é uma canção composta em 1961 por Tom Jobim, com letra de Vinícius de Moraes.

## A canção
Uma das canções mais famosas da dupla, "Insensatez" guarda similaridades em seus arranjos de piano com o Prelúdio N°4 em Mi Menor, Opus 28, de Chopin.
A canção foi gravada por vários artistas brasileiros: João Gilberto, Nara Leão, Elis Regina, Sylvia Telles, Maria Creuza, Roberto Carlos e, mais recentemente, por Fernanda Takai.
A versão em inglês, adaptada por Norman Gimbel como "How Insensitive", fez sucesso no exterior e foi regravada por artistas como Frank Sinatra, Ella Fitzgerald, Peggy Lee, Nancy Wilson, Morgana King, Stan Getz,Sinéad O'Connor, Claudine Longet, Wes Montgomery, Astrud Gilberto, Diana Krall, e, mais recentemente por Iggy Pop.
A versão em inglês fez parte da trilha sonora dos filmes Sete Vidas, estrelado por Will Smith, e Estrada Perdida, do diretor norte-americano David Lynch.
A versão de Pat Metheny está disponível no DVD do espectáculo ao vivo em New Brunswick (New Jersey), quando da apresentação do álbum "Secret Story".